# Paula de Bragança
Paula Mariana Joana Carlota Faustina Matias Francisca Xavier de Paula Micaela Gabriela Rafaela Gonzaga de Bragança (Rio de Janeiro, 17 de fevereiro de 1823 – Rio de Janeiro, 16 de janeiro de 1833), foi uma Princesa do Brasil, a terceira filha do imperador Pedro I do Brasil e da imperatriz consorte Maria Leopoldina da Áustria e, portanto, membro do ramo brasileiro da Casa de Bragança. Nascida no Palácio Imperial de São Cristóvão, no Rio de Janeiro, a princesa acabou perdendo seus pais bem cedo: sua mãe morreu quando ela tinha três anos enquanto seu pai abdicou do trono brasileiro quando ela tinha oito, indo para Portugal restaurar o trono de sua irmã mais velha D. Maria II. A princesa permanece no Brasil, pois seria herdeira do trono caso seu irmão morresse.
Com a morte de Maria Leopoldina, Paula e seus irmãos foram criados principalmente por um ex-escravo, sua aia e seu guardião legal, a quem Pedro havia nomeado pessoalmente para cuidar dos filhos. Ela e os irmãos estavam presentes quando o pai casou-se uma segunda vez, desta vez com a princesa Amélia de Leuchtenberg, que eventualmente se transformou em uma figura materna. Quando Pedro abdicou do trono, ele levou consigo Amélia e Maria da Glória para a Europa, deixando Paula, Januária, Francisca e Pedro no Brasil, pois elas herdariam o trono caso seu irmão morresse. Paula acabou adoecendo seriamente no final de 1832, morrendo no início do ano seguinte com apenas nove anos de idade. A pedido do pai, D. Pedro I, ela foi sepultada junto com a mãe no Convento de Nossa Senhora da Ajuda. Em 1911, por ocasião dos preparativos da demolição do prédio para a abertura da Cinelândia, os corpos foram transferidos para o Convento de Santo Antônio.

## Biografia

### Nascimento

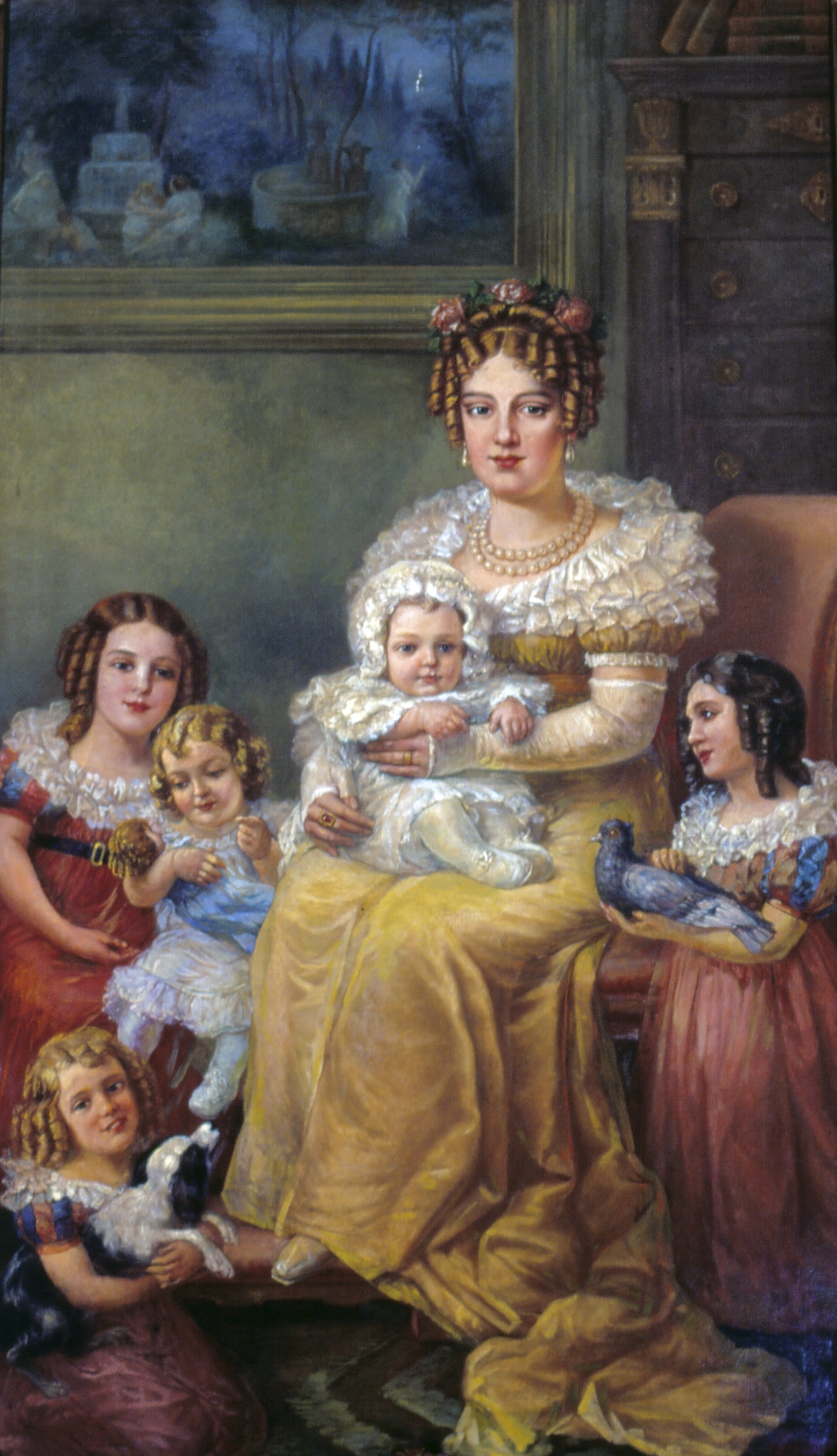
Imperatriz Maria Leopoldina do Brasil e seus filhos (Paula está com um cachorro nos braços), por Domenico Failutti, 1921.

Paula nasceu em 17 de fevereiro de 1823 no Palácio de São Cristóvão, Rio de Janeiro, então capital do recém estabelecido Império do Brasil. Ela foi batizada uma semana depois pelo bispo José Caetano da Silva Coutinho na Igreja de Nossa Senhora do Monte do Carmo, recebendo o nome completo de Paula Mariana Joana Carlota Faustina Matias Francisca Xavier de Paula Micaela Gabriela Rafaela Gonzaga. Os últimos quatro nomes sempre eram dados para membros da família real portuguesa, enquanto o nome Paula foi dado para homenagear a cidade de São Paulo, onde a declaração de independência do Brasil havia ocorrido.
Ela era a terceira filha menina, a quinta no geral, do imperador D. Pedro I do Brasil e sua primeira esposa a arquiduquesa Maria Leopoldina da Áustria. Através de seu pai, Paula era membro do ramo brasileiro da Casa de Bragança, que por sua vez era um ramo ilegítimo da dinastia capetiana. Era neta por parte de pai do rei D. João VI de Portugal e sua esposa a infanta Carlota Joaquina da Espanha. Através de sua mãe era neta do imperador Francisco I da Áustria, e também uma sobrinha do imperador Napoleão Bonaparte e prima direta do imperador Francisco José I da Áustria. Como um membro da família imperial brasileira, Paula automaticamente recebeu ao nascer o prefixo honorífico de "Dona".
No ano anterior ao nascimento de Paula, a independência do Brasil havia sido declarada em setembro de 1822; como Dom Pedro só tinha filhas, Paula deveria ter sido a quarta na linha de sucessão ao trono português. No entanto, de acordo com a lei portuguesa, Paula era uma estrangeira nascida após a independência e foi assim excluída da linha de sucessão. Entretanto, sua irmã mais velha Maria da Glória não foi excluída da sucessão nascida em 1819; ascendeu ao trono português após a morte de João VI e a abdicação de Pedro em 28 de maio de 1826. Em vez de sua mãe, Paula foi amamentada pela mesma ama de leite que mais tarde amamentaria seu irmão mais novo, o futuro Pedro II do Brasil.

### Infância

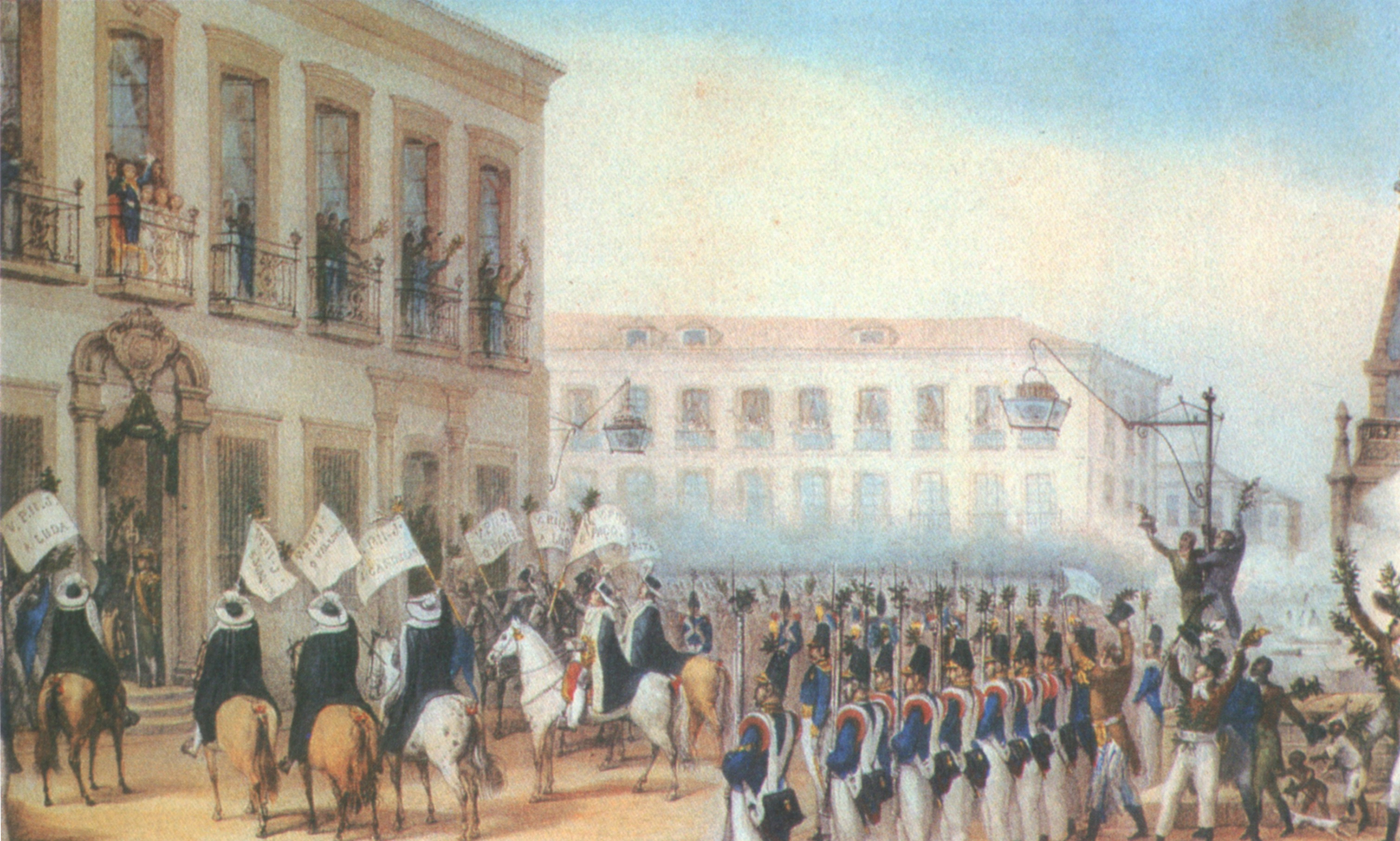
Aclamação de D. Pedro II por Debret. No canto superior esquerdo, Pedro II está na sacada com suas irmãs.

Em 11 de dezembro de 1826, a sua mãe morreu depois de ter sofrido um aborto espontâneo, quando Paula tinha apenas três anos de idade. No entanto, na época, havia rumores de que Pedro teria realmente matado sua mãe durante uma discussão acalorada. Supostamente, Pedro havia chutado Leopoldina no útero, fazendo com que ela tivesse um aborto e morresse. Domitila de Castro, a amante de longa data de Pedro e Philipp von Mareschal, ministro austríaco do Brasil, testemunharam a briga e Mareschal declarou que o casal trocava apenas insultos e nada mais.
Pedro sentiu muita falta de sua esposa e arranjou um segundo casamento, desta vez com a neta de Maximiliano I, Amélia de Leuchtenberg. Os dois se casaram em 17 de outubro de 1829. Amélia tornou-se a madrasta dos cinco filhos sobreviventes de Pedro: D. Maria da Glória, D. Januária, D. Paula, D. Francisca e D. Pedro, na qual todos adoraram sua nova mãe.

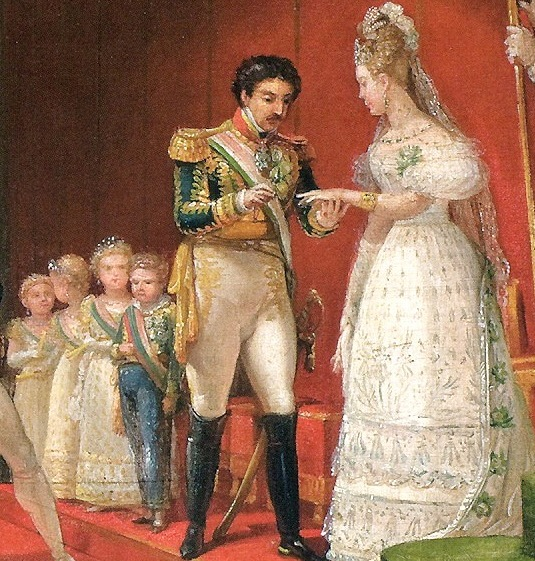
O segundo casamento do imperador Pedro I (detalhe) por Jean-Baptiste Debret. Atrás do imperador estão seus filhos em ordem de precedência: Pedro, Januária, Paula e Francisca.

O imperador abdicou do trono brasileiro em 7 de abril de 1831 e deixou o Brasil para Portugal, a fim de apoiar a reivindicação de sua filha mais velha ao trono português. O navio saiu naquela manhã e Pedro, agora se intitulando Duque de Bragança, levou consigo a sua esposa Amélia, sua filha mais velha Maria da Glória. As crianças nunca mais viram seu pai e sua madrasta novamente. Antes de partir, Pedro nomeou José Bonifácio de Andrada como tutor legal, Mariana de Verna Coutinho para continuar como aia e um afro-brasileiro veterano de guerra chamado Rafael, para cuidar de seus filhos. Deste três, Rafael permaneceu leal ao imperador até sua morte em 1889.

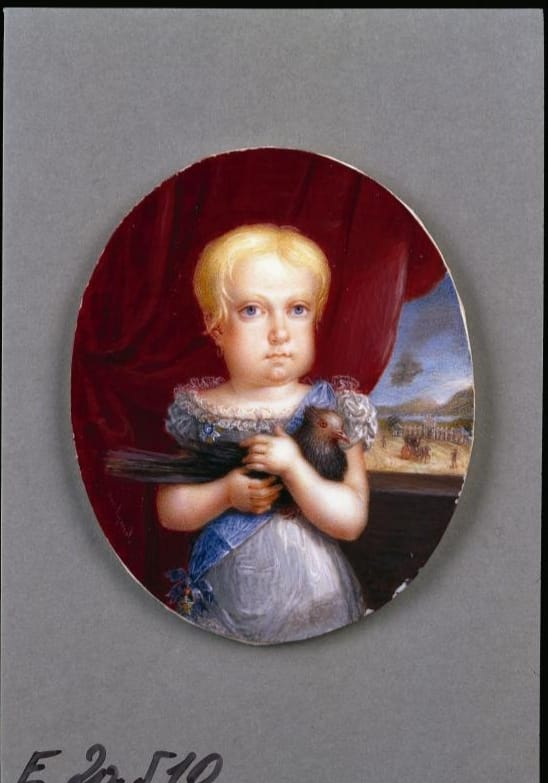
A princesa Paula Mariana com uma Pomba em seus braços.

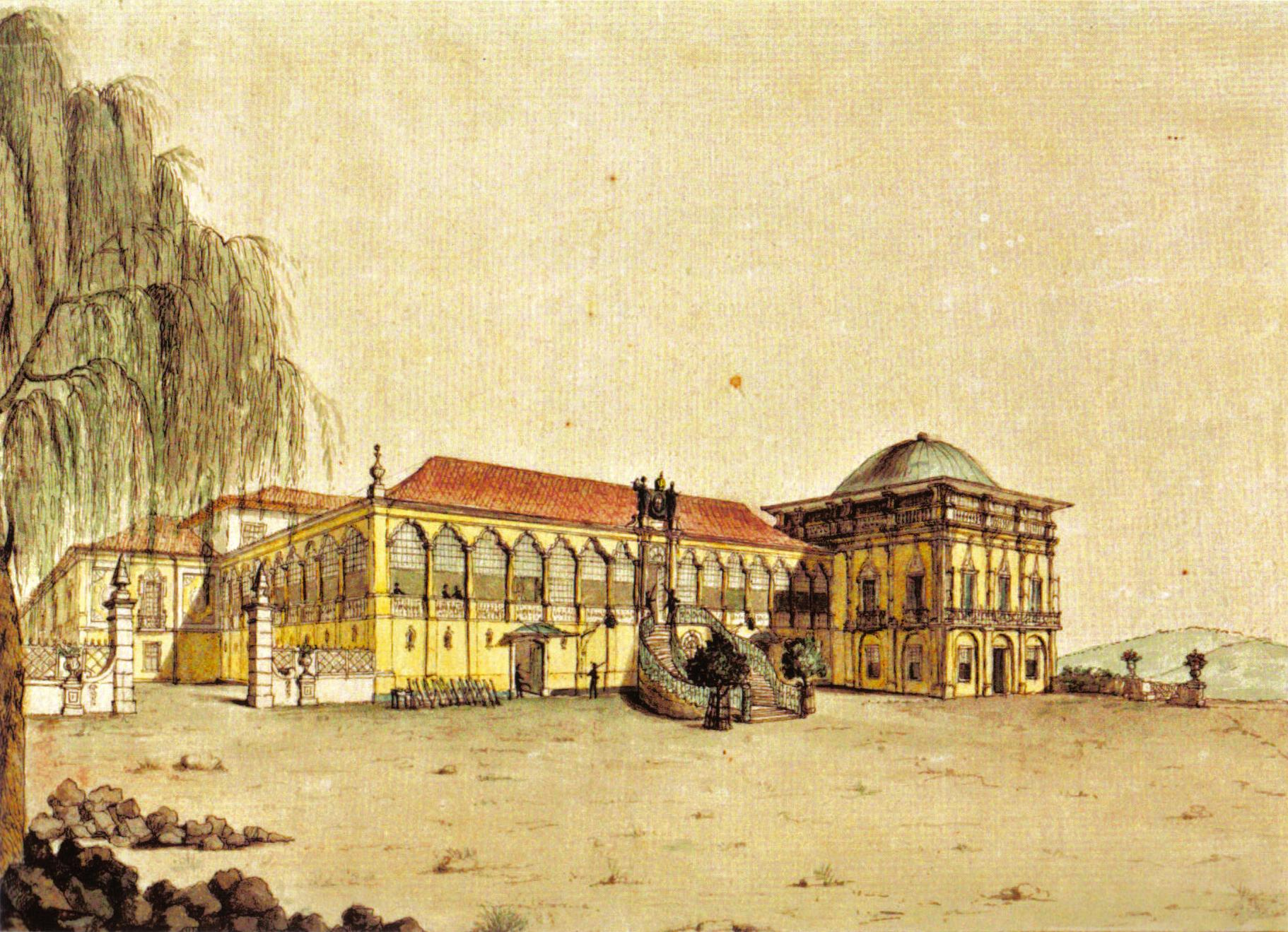
Palácio de São Cristóvão, onde Paula nasceu, viveu e morreu. Por Debret, 1817.

Deixados sem mais ninguém, as crianças formaram laços estreitos entre si, eram até "dependentes um do outro". Além disso, as três irmãs foram obedientes a ajudaram seu irmão, que agora imperador do Brasil e superou-as. As crianças frequentavam regularmente a Igreja da Glória, estudavam, brincavam e faziam refeições em família; isso é algo que Bonifácio e Coutinho tendem pessoalmente. Em 9 de abril de 1831, o príncipe imperial foi aclamado como o novo imperador. Enquanto o imperador foi exibido em uma janela do palácio, suas irmãs ficaram ao lado dele. Enquanto isso em Paris, sua madrasta D. Amélia deu à luz sua meia-irmã, a princesa D. Maria Amélia.

### Morte
Paula foi descrita como "cheia de paz, fortaleza e resignação" ou "a mais calma e gentil de Leopoldina e os filhos de Pedro" e raramente se queixou, apesar de ter sofrido problemas de saúde desde a infância ela estava muitas vezes tão doente que não podia fazer suas lições com seus irmãos. Ela nunca foi robusta ou inteiramente saudável; até meados de 1831, enquanto teve força ela conseguiu levar uma vida ativa e cresceu mais alta.

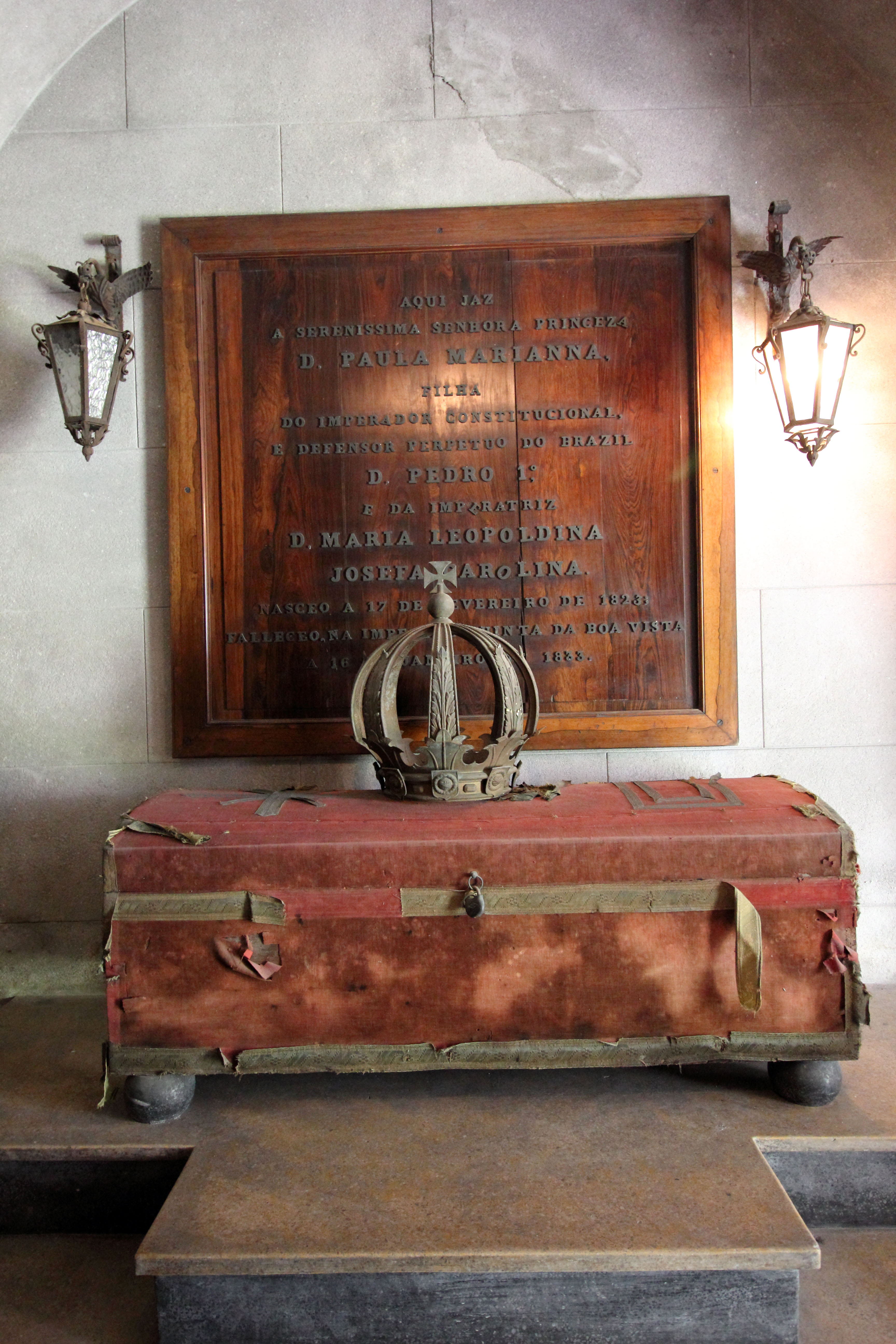
Caixão da princesa Paula Mariana no mausoléu do Convento de Santo Antônio.

No entanto, no final de 1832, ela ficou gravemente doente. Historiador Roderick Barman sugere que Paula teve meningite, no entanto, o estudioso Mick Isle apresenta a teoria de que Paula teve malária. Isle afirma ainda que os médicos reais administraram quinina (tanto oral como anormalmente), sopas, sanguessugas, gesso de mostarda e substâncias ácidas aplicadas na pele; Isso fez a princesa "gritar com dor".
No entanto, essas técnicas foram inúteis, pois Paula morreu em 16 de janeiro de 1833, um mês antes de seu décimo aniversário. Paula recebeu um grande funeral de estado que não foi visto novamente até a morte do filho de Pedro II, Afonso, Príncipe Imperial, em 1847. Seu atual local de sepultamento é no Convento de Santo Antônio, junto ao seus irmãos Miguel de Bragança e João Carlos e mais tarde com seus sobrinhos Afonso e Pedro. Sua morte fez seus irmãos se sentirem ainda mais abandonados. Um ano após sua morte, em 1834, seu pai também morreu.

## Título e estilo
- 17 de fevereiro de 1823 — 16 de janeiro de 1833: Sua Alteza, a Princesa Paula Mariana do Brasil

## Galeria

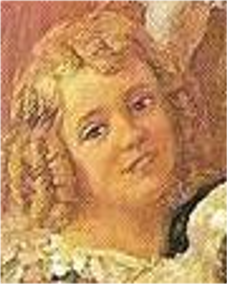
D. Paula Mariana, Princesa do Brasil